# El Cristo (Chiriquí)
El Cristo es un corregimiento del distrito de Tolé en la provincia de Chiriquí, República de Panamá. La localidad tiene 1.500 habitantes (2010).